# Austrodecus latum
Austrodecus latum är en havsspindelart som beskrevs av Stock, J.H. 1991. Austrodecus latum ingår i släktet Austrodecus och familjen Austrodecidae. Inga underarter finns listade.